# Cyrtosia pruinosula
Cyrtosia pruinosula är en tvåvingeart som beskrevs av Francois 1969. Cyrtosia pruinosula ingår i släktet Cyrtosia och familjen svävflugor.
Artens utbredningsområde är Spanien. Inga underarter finns listade i Catalogue of Life.